# Étienne-Jean Brindejonc
Pour les articles homonymes, voir Brindejonc.
Étienne-Jean Brindejonc, seigneur du Plessis-au-Gat, né à Rennes le 6 novembre 1688 et mort à Rennes en 1754, est un avocat et jurisconsulte.

## Biographie
Fils de Luc Brindejonc (1657-1724), sieur de La Mare, avocat au Parlement de Bretagne, gentilhomme dans la compagnie colonnelle du régiment de la noblesse de l'évêché de Saint-Malo, et de Françoise Fougère, il est reçu avocat au Parlement de Bretagne en 1711 et se fait une grande réputation à Rennes.

## Publications
- « Consultations et Observations sur la Coutume de Bretagne », Rennes, 1734 et 1743
- « Les Possesseurs des Terres roturières en Bretagne sont-ils obligés d'en fournir leur déclaration à la Chambre des Comptes de Nantes ? Ne leur suffit-il pas de la fournir soit devant les Juges Royaux du Ressort, ou devant le Commissaire pour la confection du Papier Terrier. », 1748

## Sources
- Prospe Jean Levot, « Biographie bretonne: recueil de notices sur tous les Bretons qui se sont fait un nom soit par leurs vertus ou leurs crimes, soit dans les arts, dans les sciences, dans les lettres, dans la magistrature, dans la politique, dans la guerre, etc., depuis le commencement de l'ère chrétienne jusqu'à nos jours, Volume 1 » (1852)
- Daniel Louis Miorcec de Kerdanet, « Notices chronologiques sur les théologiens, jurisconsultes de la Bretagne, depuis le commencement de l'ère chrétienne » (1818)
- Gustave Saulnier de La Pinelais, « Le barreau du Parlement de Bretagne, 1553 1700: les procureurs les avocats » (1896)